# Marián Čambál
Marián Čambál (ur. 30 maja 1973 w Bratysławie) – słowacki kulturysta i fotomodel. W 2007 roku został brązowym medalistą Mistrzostw Europy w kulturystyce amatorskiej w kategorii do 85 kg, rok później zaś laureatem srebrnego metalu w tej samej konkurencji i kategorii. W 2010 roku uzyskał tytuł Mistrza Europy wagi średniej. W sporcie kulturystycznym zadebiutował w 1994.
Z zawodu nadzorca kasynowy. Obecnie zamieszkały w Svätým Jurze.

## Osiągnięcia
- 1994:
  - Junior Slovakchampion, kategoria poniżej 70 kg

- 1996:
  - Slovak Vicechampion, kategoria poniżej 80 kg

- 1998:
  - Slovak Vicechampion, kategoria poniżej 90 kg
  - Grand Prix Austria, kategoria poniżej 90 kg – I m-ce
  - Grand Prix Varazdin, kategoria poniżej 90 kg – I m-ce

- 2001:
  - Slovak Vicechampion, kategoria poniżej 90 kg
  - Grand Prix Austria, kategoria poniżej 90 kg – I m-ce
  - Grand Prix Prague, kategoria poniżej 90 kg – I m-ce

- 2003:
  - European Amateur Championships – IFBB, waga półciężka – XII m-ce
  - Slovakchampion, kategoria poniżej 87,5 kg

- 2006:
  - European Amateur Championships – IFBB, waga średnia – IV m-ce

- 2007:
  - European Amateur Championships – IFBB, waga średnia – III m-ce

- 2008:
  - European Amateur Championships – IFBB, waga średnia – II m-ce

- 2009:
  - European Amateur Championships – IFBB, waga średnia – III m-ce

- 2010:
  - European Amateur Championships – IFBB, waga średnia – I m-ce

- 2011:
  - Arnold Amateur Europe – IFBB, waga lekkociężka – I m-ce
  - World Amateur Championships – IFBB, waga średnia – V m-ce